# 愛をください (カルチャー・クラブの曲)
「愛をください」(あいをください、原題:I Just Wanna Be Loved)は、英国のバンドのカルチャー・クラブの5枚目のアルバム『ドント・マインド・イフ・アイ・ドゥ』からのファースト・シングルであり、全米で行われたバンドの再結成ツアー、ライヴ・アルバム、コンピレーション盤の『ストーリーテラーズ〜帰ってきたカルチャー・クラブ』をプロモーションする目的で1998年8月に全米のラジオ向けに配布されたが大きな注目を集めることはなかった。その後1998年10月に一般向けに発売され全英シングルチャートでは4位に登場したが、その週のトップ5が全て初登場の中でカルチャー・クラブのシングルも同じくチャートに登場するのは初めてだった。アイスランドやヨーロッパでもトップ20ヒットになり、オーストラリアやドイツでも100以内に入った。

## トラックリスト
- 通常盤CD/カセット・シングル[2][3][4]

1. "I Just Wanna Be Loved" – 3:52
2. "I Just Wanna Be Loved" (Magic Man remix) – 4:50 (4:37 in Japan)
3. "Do You Really Want to Hurt Me" (Quivver mix) – 11:26 (11:23 in Japan)

- ヨーロッパ CDシングル[5]

1. "I Just Wanna Be Loved" – 3:52
2. "I Just Wanna Be Loved" (Magic Man remix) – 4:50

## チャート
| チャート (1998年)                        | 最高位 |
| ---------------------------------------- | ------ |
| オーストラリア (ARIA)                    | 84     |
| ヨーロッパ (Eurochart Hot 100)           | 18     |
| ドイツ (GfK Entertainment charts)        | 80     |
| アイスランド (Íslenski Listinn Topp 40)  | 20     |
| スコットランド (Official Charts Company) | 7      |
| UK シングルス (OCC)                      | 4      |

| チャート (1998年) | 順位 |
| ----------------- | ---- |
| イギリス (OCC)    | 98   |

## 発売日
| 国       | 日付           | 発売形態                                                      | 会社                 | 脚注   |
| -------- | -------------- | ------------------------------------------------------------- | -------------------- | ------ |
| 全米     | 1998年8月11日  | リズミック・コンテンポラリー コンテンポラリー・ヒット・ラジオ | ヴァージン・レコード | [ 13 ] |
| イギリス | 1998年10月19日 | CD カセット                                                   | ヴァージン・レコード | [ 14 ] |
| 日本     | 1998年10月21日 | CD                                                            | ヴァージン・レコード | [ 15 ] |